# 불커네슈티
불커네슈티(루마니아어: Vulcănești, 가가우즈어: Valkaneş 발카네슈)는 몰도바 가가우지아의 도시로, 가가우지아에서 3번째로 규모가 큰 도시이다. 동쪽으로는 오데사주 볼흐라드와 접하고, 서쪽으로는 카훌구에 접한다. 포도 재배·원예·축산업 등이 주요 산업이다.
본 도시 인근의 고고학 발굴 현장에서는 오귀스트 로댕의 유명 조각 생각하는 사람을 연상시키는 신석기 시대 유물이 발견된 바가 있다.

## 인구
| 연도 | 인구   | ±%      |
| ---- | ------ | ------- |
| 1930 | 6,538  | —       |
| 1970 | 13,637 | +108.6% |
| 1979 | 15,493 | +13.6%  |
| 1989 | 18,230 | +17.7%  |
| 2004 | 15,729 | −13.7%  |
| 2014 | 12,185 | −22.5%  |